# Петльована Станіслава Андріївна
Станіслава Андріївна Колос (Петльована) (нар. 13 листопада 1944, село Бабиця, тепер Підкарпатське воєводство, Республіка Польща) — українська радянська діячка, свердлувальниця Тернопільського заводу «Електроарматура» Тернопільської області. Депутат Верховної Ради СРСР 8-го скликання.

## Біографія
Народилася в родиня селянина Андрія Петльованого на Лемківщині. У 1945 році разом із родиною переселена в смт. Микулинці Тернопільської області. У 1951 році родина переїхала до міста Тернополя.
Освіта середня. Член ВЛКСМ.
У 1964—1974 роках — токар, свердлувальниця Тернопільського заводу «Електроарматура» Тернопільської області.
У 1974—2000 роках — економіст Тернопільського заводу «Електроарматура» виробничого об'єднання «Ватра» Тернопільської області.
У 1975 році без відриву від виробництва закінчила Тернопільський фінансово-економічний інститут.
Потім — на пенсії в місті Тернополі.

## Нагороди
- орден «Знак Пошани» (1973)
- медалі